# Universitario de Popayán
El Universitario de Popayán fue un club de fútbol Colombiano profesional de la ciudad de Popayán, capital del departamento del Cauca. Fue fundado el 21 de mayo de 2011. Disputaba la Categoría Primera B del fútbol profesional colombiano. Disputó su último partido el 8 de mayo de 2019, cediendo su ficha para la refundación del Boca Juniors de Cali.

## Historia
El jueves 19 de mayo de 2011, en las instalaciones de la Dimayor, se hizo un último intento para que Centauros se quedará en Villavicencio con el gobierno municipal y gubernamental; sin embargo tras las deudas millonarias que tenía el equipo y el gran apoyo de la alcaldía de Popayán en ese entonces al máximo inversionista del equipo, Hernando Ángel, dio el sí al traslado del equipo desde Villavicencio hasta Popayán.
Curiosamente, sus resultados deportivos durante todo el año 2011 fueron bajo el antiguo nombre de "Centauros", por motivos legales, ya que este fue el nombre con el que empezó a competir en el año. El nombre de "Universitario de Popayán" fue aprobado por Coldeportes para la temporada 2012.
En la Primera B 2011 en el torneo Finalización o segundo semestre el equipo quedó subcampeón ante Deportivo Pasto.
El 31 de diciembre de 2011 el equipo se queda sin técnico luego que finalizara su contrato el estratega Eduardo Cruz, en su reemplazo llegaría al banco patojo el profesor César Torres, proveniente de la escuela Boca Juniors de Cali (de propiedad del señor Hernando Ángel, dueño del Universitario y del Deportes Quindío). 
En la temporada 2012 el equipo empezaría a trabajar en la ciudad de Popayán, en este año también se formarían jugadores en divisiones menores que disputarían el Campeonato Sub-19 colombiano.
La historia del club ha sido marcada por el préstamo continuo de jugadores con el Deportes Quindio (inclusive desde la época del Centauros Villavicencio), debido a que el dueño del equipo patojo; Hernando Ángel es también accionista mayoritario y presidente del equipo cuyabro como se le conoce al Deportes Quindío, el cual hasta el año 2013 jugaba en Primera A y debido a su mala campaña en esa temporada descendió a Primera B. Con el descenso del Deportes Quindío, sería la primera vez en la historia del fútbol colombiano que una persona natural o jurídica sea propietaria de 2 equipos en una misma categoría del rentado nacional, lo que también representaría una violación a la Ley 181 de 1995 del deporte colombiano.
Tras esto, para la temporada 2014 se esperaba un cambio de propietario ya que Hernando Ángel puso a la venta la ficha del club en 2.000 millones de pesos.
En Copa Colombia ha tenido la posibilidad de enfrentar a los equipos: Millonarios, Independiente Santa Fe, La Equidad, Deportivo Cali, América de Cali, Cortuluá, Deportivo Pasto, Unión Magdalena.
En la Primera B 2015 el equipo clasificó a la fase final del campeonato y el jueves 26 de noviembre de 2015 tuvo que ver celebrar al equipo Atlético Bucaramanga su ascenso y regreso a la Categoría Primera A después de siete años de su descenso en 2008 ya que, en la fecha cinco del Grupo A, el equipo Caucano perdió 1-0 ante el equipo Santandereano en el Estadio Alfonso López.
En la Primera B 2016 clasificó otra vez a la fase final del campeonato e integró el grupo B junto América de Cali, Deportes Quindío, y Real Cartagena, donde quedó eliminado al lograr solo tres puntos con empate de local a estos tres equipos.
El equipo no tuvo clásicos regionales ya que varios equipos que han representado al departamento del Cauca y la ciudad de Popayán en la Categoría Primera B han desaparecido, como son Deportivo Independiente Popayán en (1995, 1995-96, 1996-97, 1997), Atlético Popayán en (1999) y Dimerco Real Popayán Fútbol Club en (2003) que son los precursores del actual equipo.
El día 12 de marzo de 2019, en Asamblea de la Dimayor fue aprobado el cambio de sede a la ciudad de Cali a partir del segundo semestre de la temporada 2019, dando así reaparición al Boca Juniors de Cali.

## Uniforme
- Uniforme titular: Camiseta, pantaloneta y medias azules.
- Uniforme visitante: Camiseta, pantaloneta y medias blancas.
- Uniforme alternativo: Camiseta azul, pantaloneta blanca y medias blancas.
- Uniforme portero titular: Camiseta negra, pantaloneta negra y medias negras.
- Uniforme portero alternativo: Camiseta verde fluorescente, pantaloneta verde fluorescente y medias negras.
- Uniforme portero alternativo 1: Camiseta amarilla, pantaloneta amarilla y medias negras.

La nueva camiseta y toda la ropa deportiva que utilizará el Universitario Popayán durante el 2012 será de la marca mexicana Keuka. 
La nueva camiseta y toda la ropa deportiva que utilizará el Universitario Popayán durante el 2015 en adelante será de la marca colombiana Kimo

### Indumentaria y patrocinador
| Período   | Proveedor |
| --------- | --------- |
| 2012–2014 | Keuka     |
| 2015–2019 | Kimo      |

| Período   | Patrocinador                                                                                     |
| --------- | ------------------------------------------------------------------------------------------------ |
| 2012–2019 | Alcaldía de Popayán - Gobernación del Cauca - Acueducto y Alcantarillado de Popayán - Colpatria. |

.

## Datos del club
- Temporadas en 1ª: 0.
- Temporadas en 2ª: 9 (2011-II - 2019).
- Primer partido oficial: Universitario de Popayán 3 - 2 Fortaleza. (2011)
- Último partido oficial: Universitario de Popayán 1 - 4 Deportivo Pereira. (2019)
- Mayor goleada conseguida: 
  - En Segunda División: 4-0 al Real Santander.
  - En Copa Colombia: 3-1 al Deportivo Pasto.
- Mayor goleada recibida:
  - En Segunda División: 0-8 contra Valledupar F. C..
  - En Copa Colombia: 2-0 contra América de Cali.
- Goleador Histórico: Feiver Mercado con 35 goles.
- Jugador con más partidos: Feiver Mercado con 106 encuentros.

## Jugadores

### Extranjeros
| Nacionalidad   | N.º | Jugadores                                    |
| -------------- | --- | -------------------------------------------- |
| Brasil         | 3   | William Vinicius, Pedrinho y Patrick Texeira |
| Argentina      | 2   | Jonathan Tessa y Walter Cubilla              |
| Estados Unidos | 1   | Francisco Navas                              |
| Paraguay       | 1   | Fernando Escobar                             |

## Entrenadores
| # | País                | Nombre             | Desde           | Hasta             |
| - | ------------------- | ------------------ | --------------- | ----------------- |
| 1 | Bandera de Colombia | César Torres       | enero de 2012   | diciembre de 2012 |
| 2 | Bandera de Colombia | William Libreros   | enero de 2013   | junio de 2013     |
| 3 | Bandera de Colombia | Jhon Jairo López   | julio de 2013   | diciembre de 2013 |
| - | Bandera de Colombia | César Torres       | enero de 2014   | octubre de 2018   |
| 4 | Bandera de Colombia | Alejandro Guerrero | octubre de 2018 | mayo de 2019      |